# Calappa galloides
Calappa galloides är en kräftdjursart som beskrevs av William Stimpson 1859. Calappa galloides ingår i släktet Calappa och familjen Calappidae. Inga underarter finns listade i Catalogue of Life.